# Duanhun Ya
Duanhun Ya ist ein Kliff im ostantarktischen Prinzessin-Elisabeth-Land. In den Grove Mountains ragt es westlich und südlich des Nordgrates des Mount Harding auf.
Chinesische Wissenschaftler benannten es im Jahr 2000 im Zuge von Vermessungs- und Kartierungsarbeiten.